# Суха-Гурна (Нижньосілезьке воєводство)
Суха-Гурна (пол. Sucha Górna, нім. Ober Zauche) — село в Польщі, у гміні Польковиці Польковицького повіту Нижньосілезького воєводства.
Населення — 550 осіб (2011).
У 1975-1998 роках село належало до Легницького воєводства.

## Демографія
Демографічна структура станом на 31 березня 2011 року:
|          | Загалом | Допрацездатний вік | Працездатний вік | Постпрацездатний вік |
| -------- | ------- | ------------------ | ---------------- | -------------------- |
| Чоловіки | 273     | 56                 | 192              | 25                   |
| Жінки    | 277     | 63                 | 164              | 50                   |
| Разом    | 550     | 119                | 356              | 75                   |